# Guðrún Arnardóttir
Guðrún Arnardóttir, född 29 juli 1995, är en isländsk fotbollsspelare som spelar för FC Rosengård.

## Karriär
Arnardóttir spelade 12 ligamatcher och gjorde ett mål för Selfoss i 1. deild kvenna (isländska andradivisionen) under 2011. Mellan 2012 och 2018 spelade Arnardóttir 97 ligamatcher och gjorde åtta mål för Breiðablik i Úrvalsdeild kvenna. Mellan 2016 och 2018 spelade hon även 46 matcher och gjorde fem mål för amerikanska Santa Clara University.
I december 2018 värvades Arnardóttir av Djurgårdens IF. Hon tävlingsdebuterade den 9 februari 2019 i en 2–1-vinst över IK Uppsala i Svenska cupen. Arnardóttir gjorde sin debut i Damallsvenskan den 14 april 2019 i en 0–1-förlust mot Piteå IF. Totalt spelade hon 14 ligamatcher under säsongen 2019. I november 2019 förlängde Arnardóttir sitt kontrakt i Djurgården med två år. Säsongen 2020 spelade hon 21 ligamatcher.
I juli 2021 värvades Arnardóttir av FC Rosengård, där hon skrev på ett tvåårskontrakt. I november 2022 förlängde Arnardóttir sitt kontrakt fram till sommaren 2025.

## Meriter
Breiðablik
- Úrvalsdeild kvenna (2): 2015, 2018
- Isländska cupen (3): 2013, 2016, 2018
- Isländska supercupen (3): 2014, 2016, 2017

 FC Rosengård
- Damallsvenskan (2): 2021, 2022
- Svenska cupen: 2021/2022